# 新原泰佑
新原 泰佑（にいはら たいすけ、2000年10月7日 - ）は、日本の俳優、ダンサー。埼玉県出身。アミューズ所属。

## 来歴
2018年12月、“日本一のイケメン高校生”を決める 「男子高生ミスターコン2018」の全国ファイナル審査が開催され、 グランプリを受賞。
2020年7月、アミューズに所属。
2022年5月20日、JAいるま野の広報大使に任命。
2024年9月、舞台「球体の球体」で初主演を務める。
2025年、第32回読売演劇大賞 杉村春子賞受賞。

## 人物
名前の由来は『何事にも動じず、広くおおらかな気持ちで、自らの信じる大切なものを守っていく強さと優しさを兼ね備えた人になること』
4歳からダンスを習い始め、ヒップホップやジャズダンスなどを学ぶ。講師や振付師としても活躍。
愛猫の名前は『白滝』
中学生の時にミュージカルを見て芸能界に興味を持ち、夢を叶える第一歩として男子高生ミスターコン2018に応募した。
好きな食べ物は、焼き鳥の白モツ。プリン。
好きな言葉はピカソの『芸術は、飾りではない。敵に立ち向かうための武器なのだ』

## 出演

### テレビドラマ
- 桜の塔 第4話・第7話 - 最終話（2021年5月6日・27日 - 6月10日、テレビ朝日） - 権藤勝利 役
- ゴシップ#彼女が知りたい本当の○○ 第8話（2022年2月24日、フジテレビ）- 城島恭平 役[6]
- 先輩、断じて恋では!（2022年6月17日 - 8月12日、MBS 他） - 井口春樹 役[7]
- 永遠の昨日（2022年10月21日 - 12月9日、MBS） - クラス委員長 役[8]
- 大河ドラマ 鎌倉殿の13人 第46回 -（2022年12月4日 - 、NHK） - 北条政村 役[9]
- 夫婦円満レシピ 〜交換しない？一晩だけ〜 第10話・第11話（2022年12月6日、13日、テレビ東京）- 笹井大輔 役
- グランマの憂鬱 第3話（2023年4月22日、フジテレビ） - 星川翔海 役
- なれの果ての僕ら（2023年6月28日 - 9月13日、テレビ東京） - 杉田将矢 役[10]
- アオハライド（WOWOW） - 小湊亜耶 役
  - Season1（2023年9月22日 - 11月10日）[11]
  - Season2（2024年1月19日 - 2月23日）[12]
- 25時、赤坂で（2024年4月19日 - 6月21日、テレビ東京） - 主演・白崎由岐 役（駒木根葵汰とW主演）[13]
  - 25時、赤坂で Season2（2025年10月2日〈予定〉 - 、テレビ東京）[14][15]
- 95 第8話（2024年5月27日、テレビ東京）
- マイダイアリー 第1話（2024年10月20日、朝日放送テレビ・テレビ朝日） - 森和馬 役[16]
- 御上先生 第1話 - 第3話、第5話 - 第7話、最終話（2025年1月19日 - 2月2日、2月16日 - 3月2日、3月23日、TBS）- 御上宏太 役[17]

### ウェブドラマ
- 17.3 about a sex（2020年9月17日 - 10月29日、AbemaTV） - 堀田劉生 役[18]
- 県北高校フシギ部の事件ノート（2021年9月16日・22日 - 配信中、いばキラTV） - 柳田 役[19]
- Hulu U35クリエイターズ・チャレンジ「鶴美さんのメリバ講座」（2022年2月、Hulu） - 三原義一 役
- Huluドラマ　神様のえこひいき 第8話(2022年4月、Hulu)
- ショートドラマ「野菜をMOTTO」（2022年9月 - 12月、TikTok）
- 私が獣になった夜～好きになっちゃいけない～ #2：読めない男との夜、わからない私（2022年3月24日、AbemaTV）- シウ 役[20]
- TikTokドラマチャンネル『大人の恋チャンネル』ショートドラマ「真に受けちゃいけない｣（2023年11月24日 - 、TikTok）- 山下 役[21]
- TikTokショートドラマ『ずっとキミの側にいました』（2024年4月17日、TikTok）-ノア（愛犬）役

### ウェブ配信
- アオハル♥LINE 第2弾（2018年、AbemaTV）
- アンダー・アワー・マスクス（2020年、 アミューズ公式YouTubeチャンネル）

### 舞台
- Comedy Show『OH! MY GOD! 2017』（2017年1月、築地ブディストホール）
- JOY Kids' Theater主催  ミュージカル「HIGH SCHOOL MUSICAL 2」（2017年7月27日、 四谷区民ホール） - ライアン 役
- BDC SHOWCASE 2019 "CONNECT DOTS"（2019年7月26日 - 28日、 渋谷区文化総合センター大和田 さくらホール）
- Disney 『声の王子様Voice Stars Dream Live 2019 』（2019年6月9日、幕張メッセ 幕張イベントホール） -  ダンサー出演
- ブロードウェイ・ミュージカル『ニュージーズ』（2020年5月8日 - 6月13日※ 新型コロナウイルス感染拡大の影響により公演が中止）
  - ブロードウェイ・ミュージカル『ニュージーズ』（2021年10月9日 - 11月17日、日生劇場 / 梅田芸術劇場）[22][23]
- ミュージカル・ゴシック『ポーの一族』（2021年1月11日 - 26日、梅田芸術劇場 メインホール / 2月3日 - 17日、東京国際フォーラム ホールC）- ユーシス 役 他 [24]
- ラビット・ホール（2022年2月23日 - 3月6日、KAAT神奈川芸術劇場 大ホール）- ジェイソン 役 [25]
- 音楽劇『クラウディア』Produced by 地球ゴージャス（2022年7月4日 - 31日、東京建物 Brillia HALL 他） - 龍の子 役（平間壮一とダブルキャスト）[26]
- イヤードラマNUMA朗読劇 vol.1『シュウガク!』（2023年3月18日・19日、赤レンガ倉庫1号館3Fホール）
- ロミオとジュリエット（2023年9月13日 - 10月29日、有楽町よみうりホール 他） - マキューシオ 役[27]
- インヘリタンス-継承-（2024年2月11日 - 24日、東京芸術劇場 プレイハウス / 3月2日、森ノ宮ピロティホール / 3月9日、J:COM北九州芸術劇場 中劇場）- アダム／レオ 役 [28][29]
- 球体の球体（2024年9月14日 - 29日、シアタートラム）- 主演・本島幸司 役[30][31]
- ミュージカル『梨泰院クラス』（2025年6月9日 - 30日、東京建物 Brillia HALL / 7月6日 - 11日、箕面市立文化芸能劇場大ホール / 7月18日 - 21日、アイプラザ豊橋） - チャン・グンス 役[32][33]

### 映画
- Amuse Presents SUPER HANDSOME LIVE 2022 “ROCK YOU! ROCK ME!!”（2023年5月19日、ライブ・ビューイング / 松竹）[34]
- オールドカー 〜てんとう虫のプロポーズ〜（2025年5月23日、レッドビーンズピクチャーズ） - 山下駆 役
- YOUNG & FINE（2025年6月27日、クロックワークス）[35] - 主演
- ベートーヴェン捏造（2025年9月12日公開予定、松竹） - シューベルト 役[36]

### バラエティ番組
- ハンサムゼミ（2021年1月25日 - 12月22日、MBSテレビ）[37]

### 情報番組
- THE TIME, （2021年10月5日 - 2022年6月28日、TBS） - 火曜日レギュラー[38]

### CM
- Googleアプリ「いけるかな」篇（2015年）
- Y!mobile  ｢ヤング割｣篇 （2017年）
- SNOW「恋は、突然に」篇（2018年）
- 亀田製菓 亀田の柿の種「おしゃべり咲かせ隊」篇（2018年）
- 株式会社 ザ・キッス「THE KISS《LOVEFUL CHRISTMAS》」(2020年）
- CONVERSE SPORTSWEAR 2025 SPRING&SUMMER（2025年）[39]

### MV
- Kamin「ありよりのあり」（2019年）
- リリィ、さよなら「その手にふれたあの日から」（2019年）
- チームハンサム！「GET IT BACK！」（2020年）
- DISH//「birds (in 2022)」（2022年）
- 由薫「星月夜」（2023年）
- Perfume「Cosmic Treat」（2024年）

### CD
- SUPER HANDSOME COLLECTION『GET IT BACK!』（2020年12月23日、アミューズソフトエンタテインメント）[40]
- SUPER HANDSOME COLLECTION「HERE WE AHHHHH！」（2023年12月20日、GTCG-0788）

## 書籍

### 写真集
- 新原泰佑 1st写真集 『Flicker』（2025年10月7日発売予定、ギローチェ）[41]

## 受賞歴
- ONLY ONE ダンスコンテスト 優勝（2017年）
- Soulm8 ダンスコンテスト ソロ部門 優勝（2017年）
- RUN UP!! ダンスコンテスト ソロ部門 優勝（2018年）
- 男子高生ミスターコン全国グランプリ受賞（2018年）
- 第32回読売演劇大賞 杉村春子賞（2025年）[42]

その他多数ダンスコンテストにて優勝、準優勝、入賞等あり